# Septoria fuchsiicola
Septoria fuchsiicola är en svampart som beskrevs av P. Syd. 1899. Septoria fuchsiicola ingår i släktet Septoria och familjen Mycosphaerellaceae.   Inga underarter finns listade i Catalogue of Life.